# One Billion Rising

Logo von „One Billion Rising“

One Billion Rising (OBR) (englisch für Eine Milliarde erhebt sich) ist eine weltweite Kampagne für ein Ende der Gewalt gegen Frauen und Mädchen und für Gleichstellung. Sie wurde im September 2012 von der New Yorker Künstlerin und Feministin Eve Ensler initiiert. Die „eine Milliarde“ weist auf eine UN-Statistik hin, nach der eine von drei Frauen in ihrem Leben entweder vergewaltigt oder Opfer einer schweren Körperverletzung werden. Die Kampagne wurde im Rahmen der V-Day-Bewegung gestartet. Es ist eine der größten Kampagnen weltweit zur Beendigung von Gewalt gegen Frauen. Die Veranstaltungen finden in mittlerweile über 200 Ländern statt, vor allem in Asien und Afrika.

## Kampagne
Weltweit wurden eine Milliarde (engl. billion) Frauen zu Streiks und Protestkundgebungen aufgerufen; indem sie ihre Häuser, Geschäfte und Arbeitsstellen verlassen und gemeinsam öffentlich tanzen, sollten sie ihre Solidarität und gemeinsame Kraft demonstrieren. Das Ereignis sollte am 15. Jahrestag der V(agina)-Day-Aktionstage gegen Gewalt gegen Frauen (victory over violence) am 14. Februar 2013 (Valentinstag) stattfinden. Die „Milliarde“ steht für die statistische Aussage der UN, dass ein Drittel aller Frauen und Mädchen in ihrem Leben Opfer von Gewalt werden. Das Event findet seitdem jährlich am 14. Februar weltweit statt. Im Jahr 2014 stand die Kampagne unter dem Motto: Gerechtigkeit für Opfer von geschlechtsspezifischer Gewalt. Außerdem wurde die Betonung der Straflosigkeit, welche bei Straftaten gegen Arme, Opfer von Rassismus, Krieg und Imperialismus und die Plünderung der Umwelt weiterhin besteht, gelegt.

## Entstehung
Die Aktion wurde von Ensler initiiert, nachdem sie mit der Veröffentlichung der Vagina-Monologe 1998 den Anstoß für die V-Day-Aktionstage gegeben hatte. Einer der Auslöser für ihren Aufruf waren die Äußerungen des US-amerikanischen Politikers der Republikanischen Partei Todd Akin über Abtreibungen, bei der selbst Schwangerschaften, die durch Vergewaltigung entstehen, nicht beendet werden dürften. Seiner Auffassung nach könne der weibliche Körper von sich aus eine Schwangerschaft verhindern, wenn es sich tatsächlich um eine Vergewaltigung gehandelt habe. Im August 2012 antwortete sie ihm in einem offenen Brief, dass er Millionen Frauen wahnsinnig gute („insanely good“) Gründe gegeben habe, sich zu erheben.

## Beteiligung

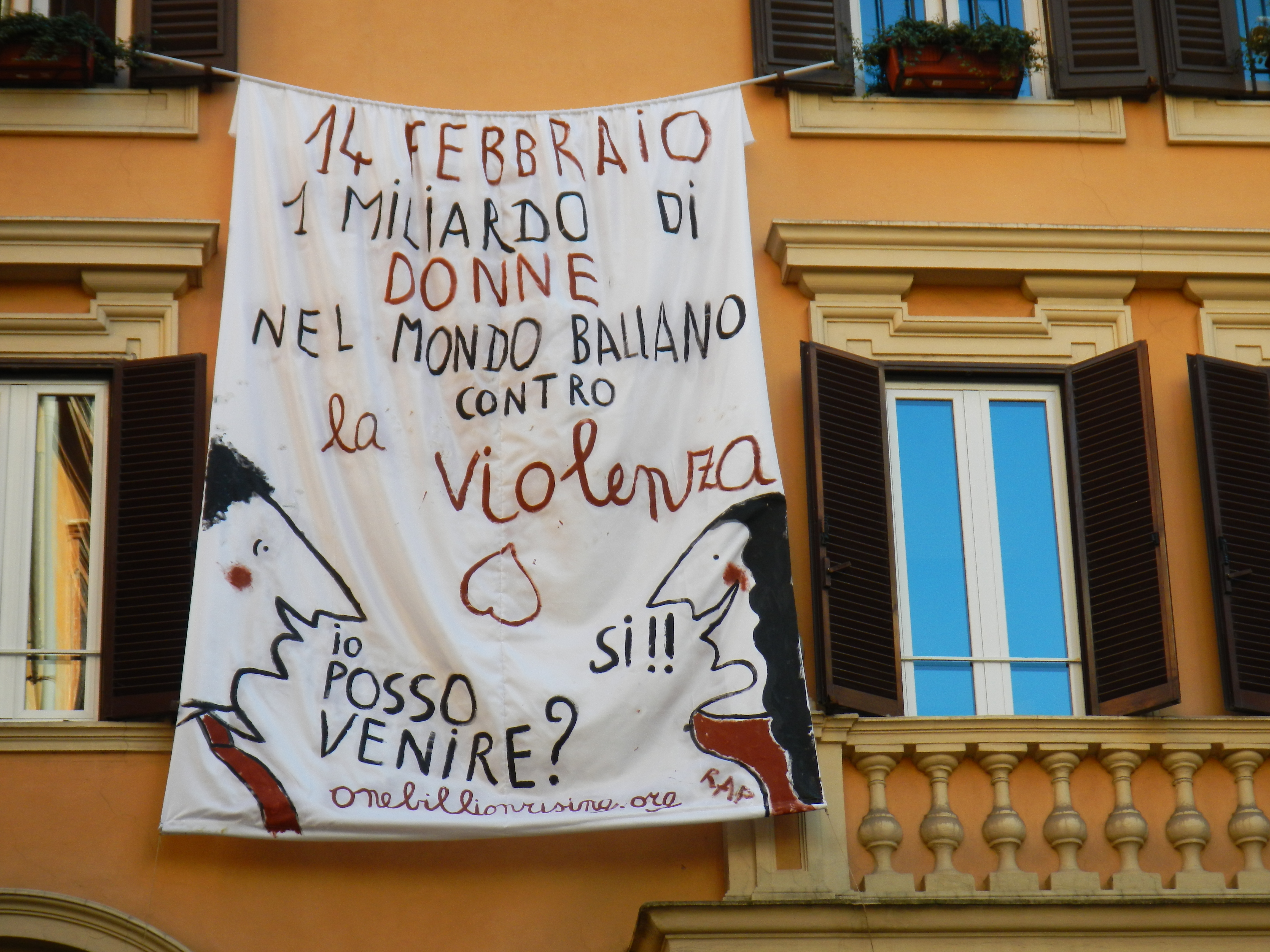
Plakat in Rom, Italien

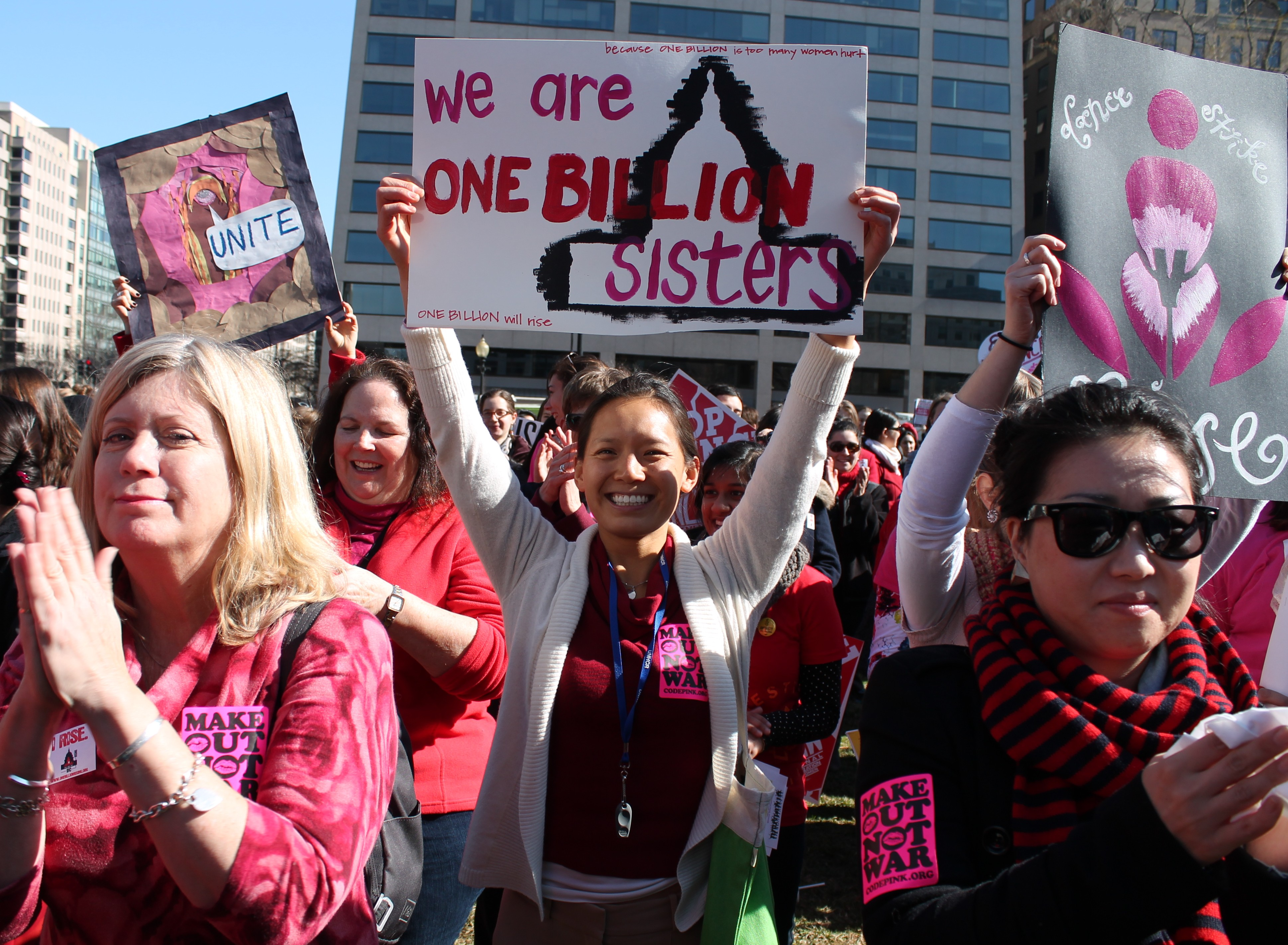
One Billion Rising in Washington D.C.

Bis September 2012 hatten Menschen aus 160 Ländern ihre Beteiligung an den Aktionen zugesagt. Mehr als 5000 Organisationen hatten sich der Kampagne angeschlossen. Unterstützt wird sie auch von zahlreichen Prominenten und Schauspielern wie Jane Fonda, Anne Hathaway, Rosario Dawson, Robert Redford, Charlize Theron, Yoko Ono sowie von Politikerinnen und Politikern, wie Stella Creasy, Mitglied im britischen Parlament, Michelle Bachelet, Direktorin der UN Women sowie dem Europaabgeordneten und Vorsitzende des EP-Ausschusses für die Rechte der Frau und Gleichstellung der Geschlechter, Mikael Gustafsson und der US-amerikanischen Politikerin der Demokratischen Partei Nancy Pelosi. UN-Generalsekretär Ban Ki-moon unterstützte die Aktion ausdrücklich und machte deutlich, dass man sich auch über den Tag hinaus engagieren müsse. „Dies muss ein Tag sein, auf den Handlungen folgen.“
In Deutschland hatten Gruppen in 195 Städten ihre Teilnahme zugesagt. Künstler in Deutschland, die den Aktionstag unterstützten, sind zum Beispiel die Schauspielerin Ulrike Folkerts, die Rapperin Sookee, die für die Kampagne den Hip-Hop-Song One Billion („Sookie erhebt sich“) geschrieben hat, oder der Sänger Joachim Witt.
Am 14. Februar 2013 nahmen in 205 Ländern Menschen, die meisten waren Frauen, in Protestzügen, spontanen Happenings und mit Tanz- und Kunstaktionen an der Kampagne teil. So gab es auch Aktionen in ganz Deutschland. In Berlin gab es gleich mehrere Proteste: Am Brandenburger Tor (2013 mit 5000 Teilnehmern, 2014 mit 3000 Teilnehmern), Pariser Platz und auf dem Alexanderplatz in Berlin, dort mit rund 200 Teilnehmern. Aber auch in vielen anderen Städten, wie Bremen, Hamburg, Köln, München, Nürnberg, Stuttgart gab es Tanz und Trommelaktionen. Der GEMA-freie Song Break the Chain (Zerbrich die Ketten) von Tena Clark wurde von verschiedenen Sängerinnen und in mehreren Sprachen aufgenommen und war so etwas wie die gemeinsame Hymne der Kampagne. Die eigens entwickelte Choreografie dazu konnte zuvor mithilfe von YouTube-Videos einstudiert werden.

### Indien
Mehrere Aktionen gab es in Indien, weil dort zwei Monate zuvor eine Frau von einer Gruppe von Männern so brutal vergewaltigt und misshandelt worden war, dass sie starb, was zu einer Protestwelle gegen die alltägliche Gewalt gegen Frauen geführt hatte (siehe Gruppenvergewaltigung in Delhi 2012). In einer Video-Botschaft hatte sich zudem die Tochter des Sitar-Spielers Ravi Shankar, Anoushka Shankar, als Opfer sexuellen Missbrauchs offenbart, auch um „One Billion Rising“ zu unterstützen. Sie sei als Kind von einem Freund der Familie über Jahre „sexuell und emotional“ missbraucht worden. Am Parlament in der Hauptstadt Neu-Delhi tanzten 2000 Menschen zusammen nach der Break the Chain-Choreografie. Weitere Aktionen gab es in Lucknow, Mumbai, Bhopal, Hyderabad, Kalkutta und Ahmedabad. Die Koordinatorin der Bewegung in Südasien, die Sozialwissenschaftlerin Kamla Bhasin sagte: „Das ist eine Bewegung aller gesellschaftlichen Teile – von allen Frauen, die unterdrückt werden. Jeder Vergewaltiger kommt aus unseren Familien. Die sind nicht aus dem Internet heruntergeladen.“

## Wahrnehmung in internationalen Medien
Bereits im Vorfeld war die Aktion 2013 Thema in den Medien, neben feministischen Magazinen wie Emma und Frauenzeitschriften wie der Brigitte vor allem in internationalen Tageszeitungen wie der New York Times, The Guardian, El País, La Repubblica, Der Standard, The Times of India und vielen weiteren.
Die Online-Ausgaben deutscher Printmedien, wie Der Tagesspiegel, Die Zeit, Der Spiegel, Focus und der Stern, berichteten ab 14. Februar über den Kampagnentag weltweit, ein Schwerpunkt waren die Aktionen in Indien.